# Nora Heroum
Nora Heroum (Helsinki, Finlandia; 20 de julio de 1994) es una futbolista finlandesa. Juega como centrocampista y su equipo actual es la SS Lazio de la Serie A de Italia.

## Clubes
| Club                   | País       | Año         |
| ---------------------- | ---------- | ----------- |
| HJK Helsinki           | Finlandia  | 2010 - 2012 |
| FC Honka               | Finlandia  | 2013        |
| Åland United           | Finlandia  | 2014        |
| Fortuna Hjørring       | Dinamarca  | 2015 - 2017 |
| ACF Brescia            | Italia     | 2017 - 2018 |
| AC Milan               | Italia     | 2018 - 2020 |
| Brighton & Hove Albion | Inglaterra | 2020 - 2021 |
| SS Lazio               | Italia     | 2021 - Act. |

## Palmarés

### Campeonatos nacionales
| Título                       | Club             | País      | Año     |
| ---------------------------- | ---------------- | --------- | ------- |
| Copa de Finlandia            | HJK Helsinki     | Finlandia | 2010    |
| Elitedivisionen              | Fortuna Hjørring | Dinamarca | 2015-16 |
| Copa de Dinamarca            | Fortuna Hjørring | Dinamarca | 2015-16 |
| Supercopa femenina de Italia | ACF Brescia      | Italia    | 2017    |